# Javier Aguirre Onaindía
Javier Aguirre Onaindía (Ciutat de Mèxic, 1 de desembre de 1958) conegut com a El vasco o El vasco Aguirre, és un exfutbolista que destacà als anys 1980 i entrenador mexicà. Ha entrenat la selecció mexicana i diferents equips mexicans i espanyols.

## Biografia

### Com a jugador
Fill d'emigrants bascos a Mèxic. Va jugar al Club América, a Los Angeles Aztecs, al Club de Futbol Atlante, CA Osasuna a Espanya i al Club Deportivo Guadalajara (Chivas). Mentre jugava a Osasuna es va fracturar la tíbia i el peroné dret. Fou el 26 d'octubre de 1986. Osasuna perdia 0-1 amb l'Sporting de Gijón. El conjunt vermell buscava l'empat i va poder aconseguir-ho al 40è minut, amb una pilota en què Aguirre va guanyar la posició a la defensa asturiana. Ablanedo II va haver de jugar-se el tipus en una sortida arriscada, en la qual, mà a mà amb el migcampista mexicà, va evitar la igualada amb un contundent rebuig. En la jugada va caure lesionat el Basc, qui va tenir l'infortuni de no poder evitar l'impacte, que el va sorprendre amb el peu recolzat a la gespa. Una fractura de tíbia i peroné de la cama dreta va acabar, de forma prematura, amb la seva aventura espanyola com a futbolista.
Amb la selecció Nacional Universitària va aconseguir la medalla d'or a la Universiada de 1979, disputada a Ciutat de Mèxic. Va ser campió amb l'Amèrica la temporada 1983-1984. Fou internacional amb Mèxic, disputant el 1986 el Mundial disputat al seu país natal.

### Com a entrenador
Va ser auxiliar de Miguel Mejía Barón a la selecció Mexicana, quan tot just es retirava com a jugador, ja que l'entrenador nacional el va convidar per la seva condició de líder. Va acudir com a assistent al Mundial dels Estats Units 1994. Va ser auxiliar de Guillermo Vázquez a l'equip que va representar Mèxic als Jocs Panamericans de Mar del Plata el 1995. El 1995 va començar la seva carrera d'entrenador. L'Atlante va ser el seu primer equip, al qual va reeixir salvar del descens. Després es va retirar dos anys per estudiar a Espanya. Al seu retorn, va ser contractat pel Pachuca el 1998, equip amb el qual va obtenir el campionat del torneig d'hivern del 1999. El 2001, va ser contractat per dirigir la selecció nacional mexicana, aconseguint classificar la selecció per a la Copa del Món de Futbol 2002.
Va tornar a la lliga espanyola de la mà de l'equip on havia jugat, Osasuna. En quatre anys va reeixir estabilitzar l'equip a Primera, el va portar a una final de la Copa del Rei i a la Copa de la UEFA, i en la temporada 2005-06, Osasuna va ser la revelació de la lliga igualant la millor classificació de la seva història, en quedar en quart lloc i classificant-se per jugar la fase prèvia de la Lliga de Campions. El mexicà Javier Aguirre, en quatre temporades a primera divisió a Pamplona, va disputar 152 partits, guanyant-ne 56, empatant-ne 41 i perdent-ne 55. En la seva quarta temporada, l'equip va ser eliminat de la Copa de la UEFA i de la Copa del Rei, però en la Lliga es va mantenir 33 jornades entre els quatre primers i només en dues va estar fora de llocs europeus. A més, va ser durant tres jornades líder en solitari, i en altres cinc colíder al costat del Futbol Club Barcelona. El 2006 classificà l'Osasuna per a la Lliga de Campions, per primera vegada en la història del club, assoliment que li va valdre el reconeixement de la UEFA la qual el nomenà «Millor Director Tècnic de l'Any a Espanya».
El seu palmarès augmentà quan va ser fitxat per l'Atlètic de Madrid per a la temporada 2006-2007. En el seu primer any al conjunt matalasser classificà l'equip al setè lloc i el classificà per a la copa Intertoto. Fou el pas previ per classificar el club per a la Copa de la UEFA deu anys després de la seva última participació. En el segon any l'equip d'Aguirre va aconseguir acabar quart a la lliga classificant-se per la prèvia de la Champions. A la UEFA van ser eliminats pel Bolton en els 1/16 de la competició. En el tercer any, l'equip va aconseguir eliminar el Schalke 04 a la prèvia de la Lliga de Campions, ines va classificar per aquesta competició dotze anys després de la seva darrera participació. El 3 de febrer de 2009 va ser destituït de l'Atlètic de Madrid tot i haver tingut una magnífica primera volta a la lliga.
El 3 d'abril de 2009, la Federació Mexicana de Futbol i la Direcció General de Seleccions Nacionals van anunciar que Aguirre tornava a dirigir la selecció mexicana. El 16 d'abril de 2009, va ser presentat per segona vegada en la seva carrera com a nou timoner de la selecció de futbol de Mèxic, amb un contracte signat fins al 2010 i amb l'objectiu de classificar Mèxic per a la Copa del Món de Sud-àfrica 2010.
El 9 de juliol de 2009 en el partit Mèxic contra Panamà disputat en el marc de la Copa Or, Javier Aguirre va protagonitzar un incident. Aproximadament al minut 80, es disputava una pilota sobre la banda, que finalment va sortir del camp. Mentre el jugador de Panamà Ricardo Phillips anava darrere la pilota l'entrenador mexicà li va donar una puntada en intentanr aturar la pilota. Es va desencadenar una greu baralla que continuà fins a la fi del partit, mentre els seguidors llançaven objectes a la pista. En la conferència de premsa el tècnic va assegurar que anava darrere la pilota i que no va tenir mala intenció. Va ser suspès tres partits per la CONCACAF.
El 18 de novembre de 2010 fou presentat com a nou entrenador del Reial Saragossa, que en aquell moment havia caigut fins a l'última posició de la taula després d'onze jornades de lliga, rellevant l'ex jugador saragossà José Aurelio Gay a la banqueta blanc i blava. Un any després, va ser acomiadat pels mals resultats de l'equip. A la fi de 2012 fou nomenat entrenador del RCD Espanyol, en substitució de Mauricio Pochettino. El juny de 2013 va renovar com a entrenador de l'Espanyol per una temporada més.
En tota la seva trajectòria com a entrenador, Javier Aguirre ha dirigit el seu equip en 275 ocasions, i va guanyar 102 partits, empatar 72 i perdre-n 101.
El 2005, en la categoria d'entrenador, va ser designat guanyador del Premi Nacional d'Esports (Mèxic) per la seva trajectòria en l'esport mexicà i internacional, i el tècnic que va portar la selecció Mexicana de Futbol fins als vuitens de final al Mundial de Corea-Japó de 2002.

### La controvèrsia de la Copa del Món de 2010
La presa de decisions d'Aguirre durant l'etapa de les eliminatòries i sobretot durant la Copa del Món de Sud-àfrica 2010 foren molt controvertides. El presentador d'ESPN José Ramón Fernández el va qualificar com el pitjor entrenador del Mundial després de Raymond Domenech de França. En particular, la seva insistència a jugar amb el davanter sense equip Guillermo Franco, mentre mantenia a la banqueta l'atacant del Manchester United FC «Chicharito» Hernández, desconcertà molts seguidors i comentaristes.

## Palmarès

### Com a jugador
Club América
- Primera División de México: 1983–84 i 1984–85

### Com a entrenador
Pachuca CF
- Primera División de México: Hivern 1999

CA Osasuna
- Subcampió de la Copa del Rei: 2004-05

Atlètic de Madrid
- Copa Intertoto: 2007

Selecció mexicana
- Copa d'Or de la CONCACAF: 2009
- Subcampió de la Copa Amèrica: 2001